# Astrovia (Locarno)
L'astrovia di Locarno è un percorso realizzato dalla Società astronomica ticinese nel 2001. Esso riproduce il sistema solare in scala 1: 1 000 000 000 (ogni millimetro dell'astrovia corrisponde a 1000 km nella realtà). Si snoda da Locarno a Tegna lungo le rive della Maggia. La lunghezza di 6 km è percorribile a piedi in circa due ore (in bicicletta 45 minuti). Il ritorno è possibile anche con i mezzi pubblici. Il punto di partenza (dove è collocato il Sole) si trova presso la foce della Maggia. Ogni pianeta è fornito di un pannello con informazioni quali le proporzioni, le dimensioni e le distanze dei corpi celesti. I modellini dei pianeti sono realizzati in plexiglas, marmo e acciaio.
Per via della sua lontananza dal Sole, Plutone non è realmente allineato agli altri come nella realtà del sistema solare.
Dal 2013 l'astrovia è in stato di abbandono.